# Sukorejo (Suruh)
Sukorejo is een bestuurslaag in het regentschap Semarang van de provincie Midden-Java, Indonesië. Sukorejo telt 3078 inwoners (volkstelling 2010).